# Ortega (Kolumbien)
Ortega ist eine Gemeinde (municipio) im Departamento Tolima in Kolumbien.

## Geographie
Ortega liegt in der Provincia del Sur in Tolima 103 km von Ibagué entfernt und hat eine Jahresdurchschnittstemperatur von 26 °C. Die Gemeinde grenzt im Norden an San Luis, Valle de San Juan und Rovira, im Osten an Coyaima und Saldaña, im Westen an San Antonio und im Süden an Chaparral.

## Bevölkerung
Die Gemeinde Ortega hat 32.164 Einwohner, von denen 8171 im städtischen Teil (cabecera municipal) leben (Stand: 2019).

## Geschichte
Auf dem Gebiet des heutigen Ortega lebte bei Ankunft der Spanier das indigene Volk der Pijaos. In der Kolonialzeit gab es zwei erfolglose Stadtgründungen auf dem Gebiet der heutigen Gemeinde unter den Namen Santiago de la Frontera und Medina de las Torres. Die dritte Gründung 1821 unter Nicolás Ramírez war dann erfolgreich. Ortega hat seit 1863 den Status einer Gemeinde.

## Wirtschaft
Die wichtigsten Wirtschaftszweige von Ortega sind Landwirtschaft und Tierhaltung. Insbesondere wird Maniok angebaut.

## Söhne und Töchter der Stadt
- Carlos Eduardo Lozano Tovar (* 1930), Diplomat